# Princeton (Kentucky)
Princeton város az Amerikai Egyesült Államok Kentucky államában, Caldwell megyében, melynek megyeszékhelye is. Lakosainak száma 6270 fő (2020. április 1.).

## Népesség
A település népességének változása:

| 2010 | 6 329 |
| 2020 | 6 270 |